# Saint-Maurice-d'Ibie

Saint-Maurice-d'Ibie este o comună în departamentul Ardèche din sud-estul Franței. În 1 ianuarie 2022 avea o populație de 213 de locuitori.